# 岩國飛行場

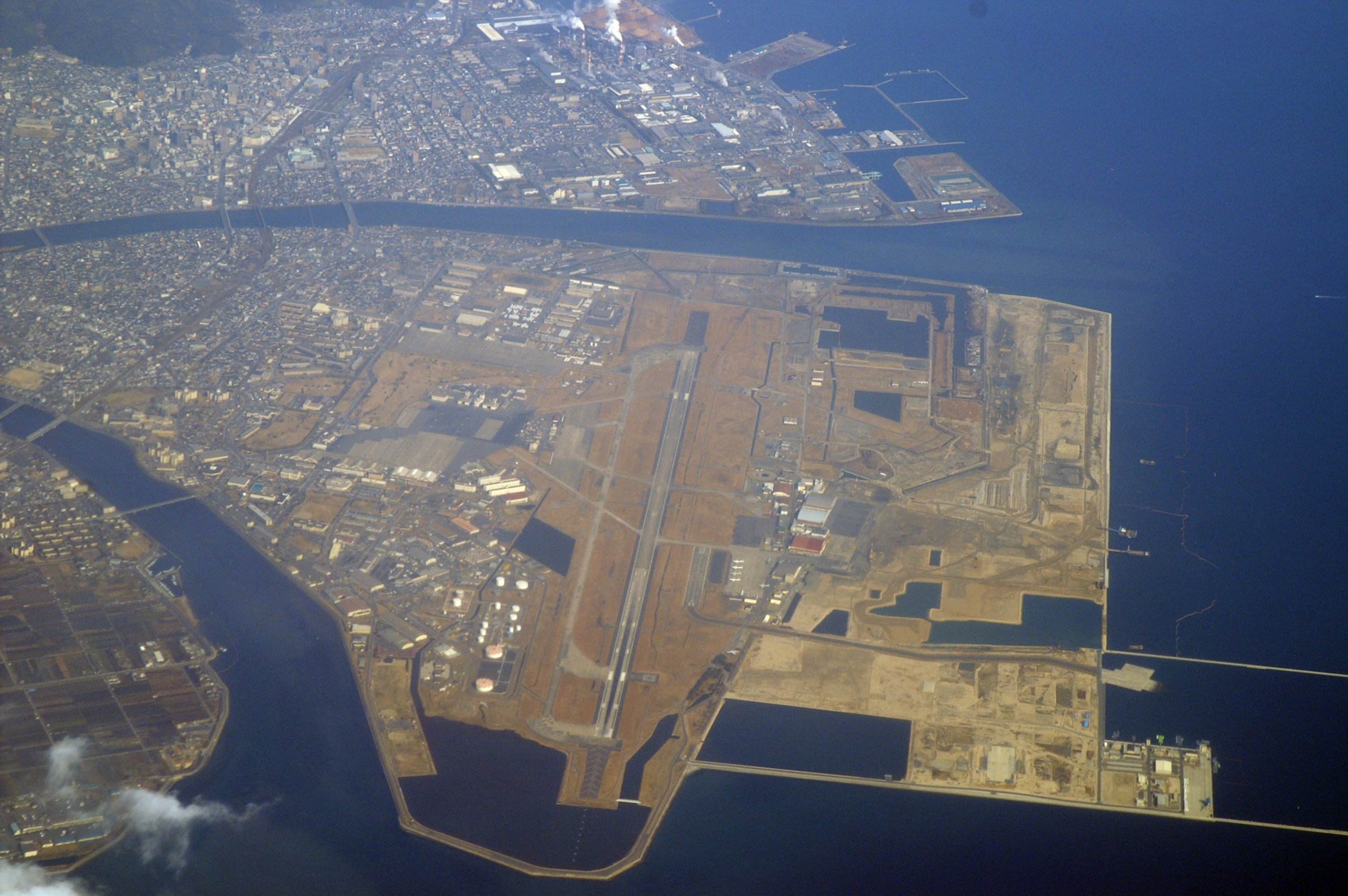
岩國空軍基地

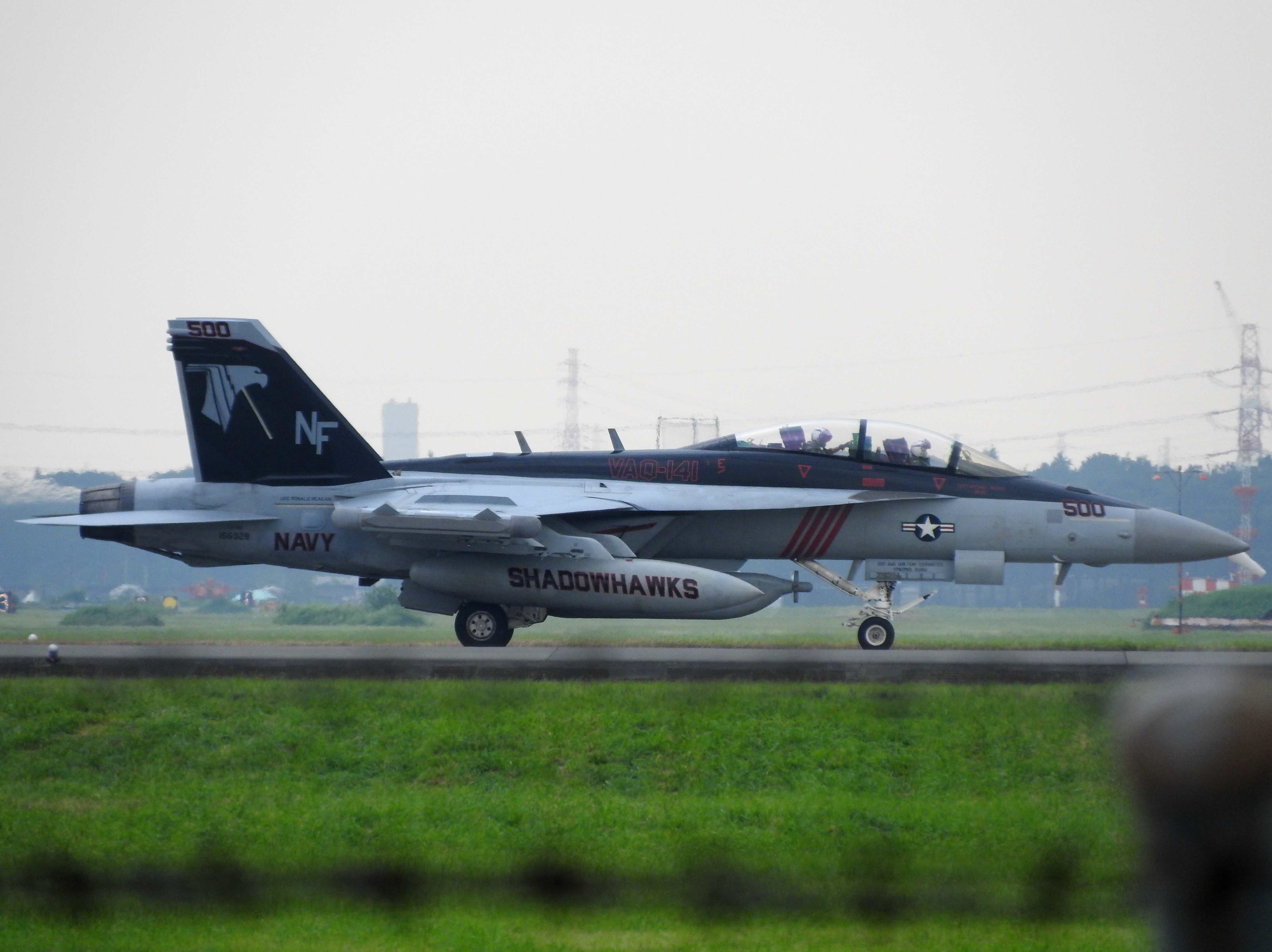
一架隸屬於美國海軍隆納·雷根號航空母艦的一架EA-18G咆哮者電子作戰機，降落在岩國基地（2016年8月10日）

岩國航空基地（日语：／ Iwakuni hikōjō */?），亦稱岩國基地，是位於日本山口縣岩國市、瀨戶內海西岸的一座軍民共用機場，也是駐日美軍的設施，由美國海軍陸戰隊和日本海上自衛隊共用。美軍方面稱做岩國海軍陸戰隊航空站（英語：Marine Corps Air Station Iwakuni，簡稱）、民航機場方面稱作岩國錦帶橋機場（日语：／）。
岩國基地的使命包括「當亞太地區發生戰鬥及突發事件時，為美軍及盟軍提供支援」，岩國基地距韓國釜山約300公里，在駐日美軍基地中最接近朝鮮半島，在韓戰曾是進攻據點。岩國目前依然是「防備朝鮮半島發生緊急情況的基地」。

## 駐紮單位

### 美軍

#### 海軍陸戰隊
- 第12陸戰航空大隊（英语：Marine Aircraft Group 12），下轄4個飛行中隊和一個後勤中隊。
- 第121戰鬥機攻擊中隊（英语：VMFA-121），美國海軍陸戰隊唯二常駐海外的F-35B中隊。
- 美國海軍陸戰隊第242戰鬥機攻擊中隊，美國海軍陸戰隊唯二常駐海外的F-35B中隊。
- 第12陸戰航空後勤中隊（英语：Marine Aviation Logistics Squadron 12），替第12飛行大隊及其他美軍駐外單位提供後勤等方面支援。
- 第171陸戰聯隊後勤中隊（英语：Marine Wing Support Squadron 171），替岩國基地提供地面支援。
- 總部中隊（英语：Headquarters and Headquarters Squadron），提供行政支援，並負責岩國基地的陸戰隊員、海軍士兵的軍事技巧培訓[1]。
- 第36戰鬥後勤連（英语：List of United States Marine Corps Combat Logistics Companies），替171聯隊支援中隊和第12航空大隊提供後勤支援。
- 第374空運聯隊（英语：374th Airlift Wing）374通信中隊，美國空軍單位，替總部中隊、12飛行大隊、岩國醫療分院、陸軍工程兵團和日本自衛隊提供通信支援。

#### 海軍
第5航母航空大隊
- 第27戰鬥攻擊機中隊（英语：VFA-27）
- 第102戰鬥攻擊機中隊（英语：VFA-102）
- 第115戰鬥攻擊機中隊（英语：VFA-115）
- 第195戰鬥攻擊機中隊（英语：VFA-195）
- 第141電子攻擊機中隊（英语：VAQ-141）
- 第115航母預警機中隊（英语：VAW-115）
- 第30艦隊後勤支援中隊（英语：VRC-30）第5分遣隊

### 日本海上自衛隊
- 第31航空群（日语：第31航空群）司令部
  - 第71航空隊：使用US-1A（英语：Shin Meiwa US-1A）及US-2（英语：ShinMaywa US-2）救難飛行艇執行日本近海事故救援（分隊設在厚木海軍航空基地）。
  - 第81航空隊：使用EP-3電子偵察機及OP-3C偵察機。
  - 第91航空隊：使用UP-3D、U-36A情報收集機。
  - 第31整備補給隊
  - 岩國航空基地隊
- 海上自衛隊航空集團（日语：航空集団）直轄單位
  - 第111航空隊：使用MH-53E直升機、MCH-101直升機。1989年從下總航空基地（英语：Shimofusa Air Base）移駐岩國。
- 岩國系統通信分遣隊（隸屬於吳系統通信隊（日语：システム通信隊群））
- 岩國警務分遣隊（隸屬於吳地方警務隊）
- 南極觀測船「白瀨號」直屬單位
  - 白瀨飛行科：為第111航空隊的分遣隊，運用CH-101支援白瀨號。

此外，日本海上自衛隊在岩國基地設有供救難飛行艇使用的著陸坡道。

## 歷史

### 日本舊海軍時期
日本帝國海軍於1938年4月展開了海軍新航空基地的建設工程，今日岩國航空基地很大一部分即在當時建成。1939年12月配置了吳鎮守府所屬的練習隊，1940年7月開設了岩國海軍航空隊。在之後的太平洋戰爭期間，岩國主要作為一座訓練設施和防衛基地，容納了96架教練機和150架零式戰機。1943年11月，海軍兵學校在岩國開始設立分校，平時平均有1,000名官校生在此受訓。1945年後，美軍的B-29轟炸機和英軍針對岩國航空基地和週邊的油廠、鐵道設施進行轟炸和掃射，造成多處損害。盟軍對岩國最後一次的空襲在8月14日，日本投降的前一天。

### 盟軍進駐

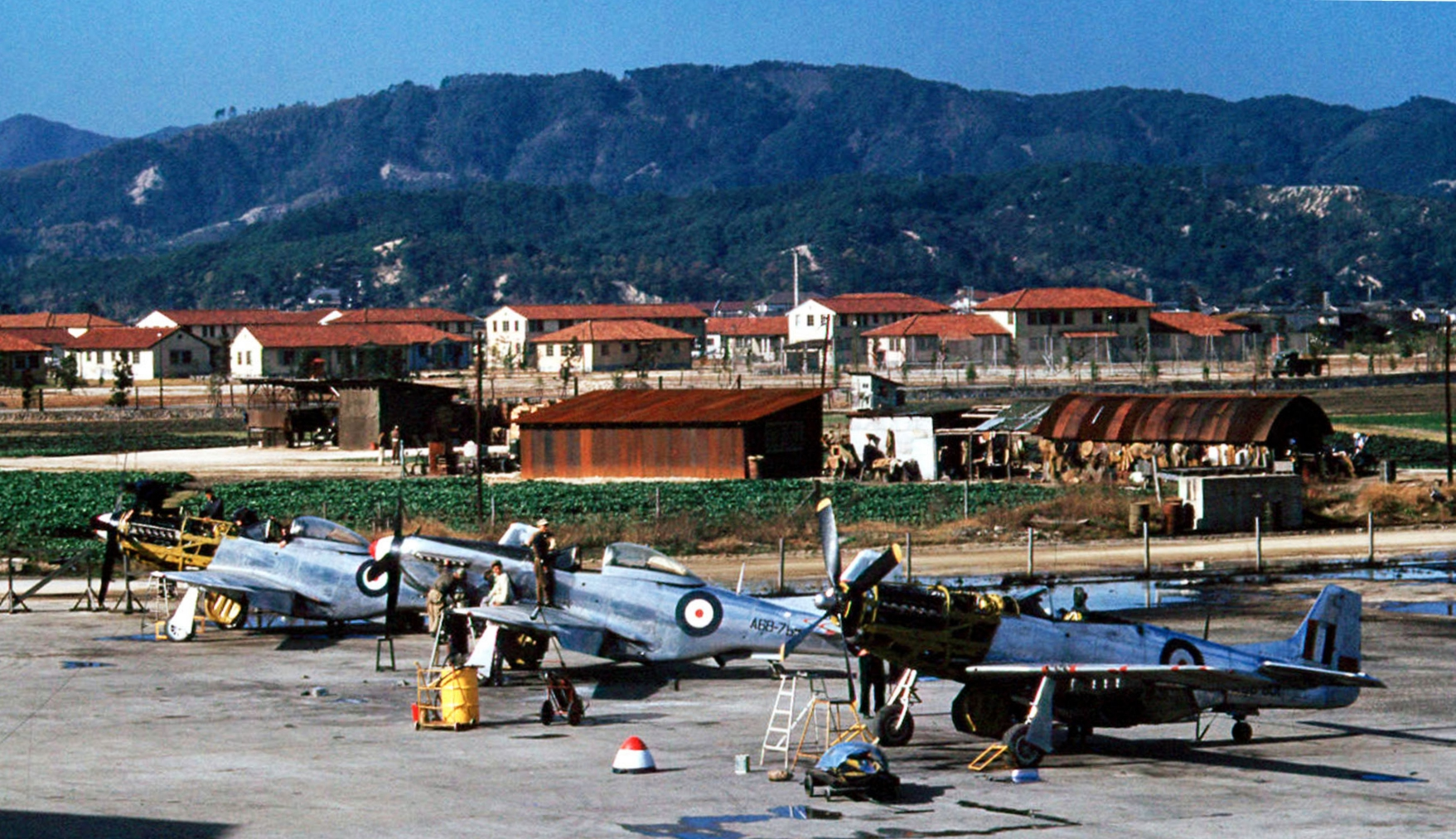
1950年皇家澳大利亞空軍的F-51D野馬戰鬥機停在岩國航空基地維修。

首批進入岩國航空基地的盟軍部隊，是對日軍航空基地簽署了衝突終止書的美國海軍陸戰隊分遣隊。戰爭結束後，由於中國地方和四國地方為英聯邦佔領軍（BCOF）佔領區，岩國航空基地在1946年2月後成為英聯邦的航空基地。分別被澳洲、英國、紐西蘭、印度等英聯邦成員國部隊及美國部隊佔駐，戰爭期間的破壞則由皇家澳大利亞空軍第5機場建設中隊進行修繕。1948年3月19日，英國海外航空（BOAC）開始經營岩國經香港到英國的定期航班，服務英國駐日軍民。1948年後，岩國飛行場由英國移交澳洲，成為澳大利亞皇家空軍基地。

### 韓戰及冷戰初期
1950年後，隨著韓戰爆發，美軍開始與英軍共用岩國飛行場，作為軍機前往韓國戰場的出擊基地。1951年11月起，英國海外航空將日本的航點從岩國改為東京羽田機場。隨著1952年簽定舊金山和約、使日本結束盟軍佔領狀態，將撤出日本的澳洲佔領軍在4月1日把岩國飛行場交給美國空軍接管，1954年又改由美國海軍航空兵管理。

### 日美共用至今

2013年5月從岩國航空基地起飛的美國海軍陸戰隊AV-8攻擊機

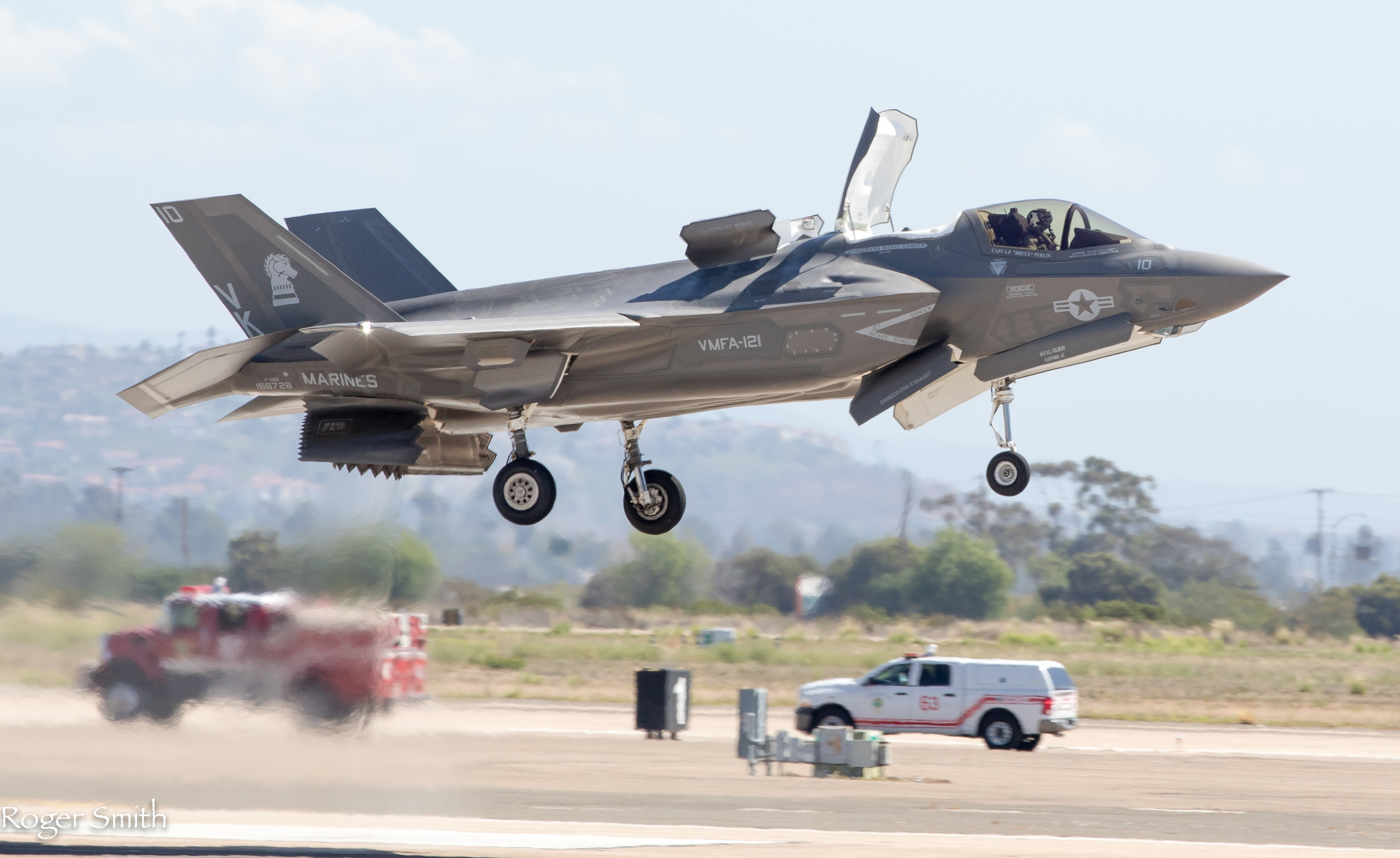
美國海軍陸戰隊F-35B

1957年3月，已成立超過2年的日本航空自衛隊進駐岩國航空基地，與美國海軍共用基地。1958年7月20後，美方管理單位改為美國海軍陸戰隊，而日方也在1967年12月1日改由海上自衛隊進駐。
越南戰爭期間的1969年，美國一度將核子武器從琉球移到岩國儲放。當時任美國駐日大使埃德溫·賴肖爾得知此一有違美日安保條約的事件後，他告訴美國國務院若美國不在90天內從岩國撤離這些核武，將辭職並揭露此事，而岩國的核武便在之後迅速移走。該事件直至2010年才被公開。

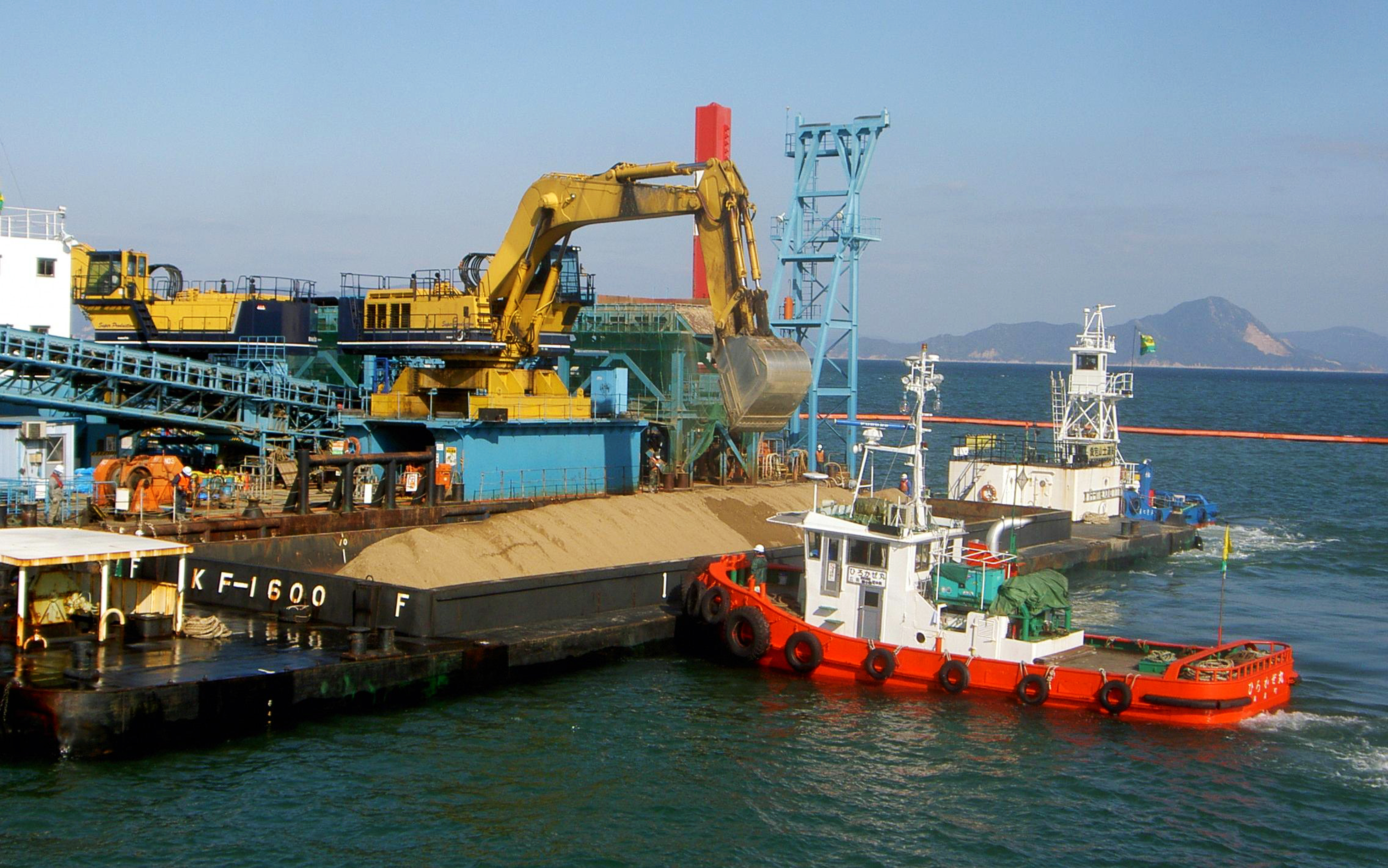
岩國航空基地進行新跑道的填海工程（2010年）

1970年7月14日，非裔美軍士兵和反越戰士兵在岩國美軍營區內激發暴動，禁閉室一度遭到佔領。1971年4月，撤出南越峴港空軍基地的海軍陸戰隊第1航空聯隊將聯隊指揮部移至岩國。1976年10月後，又從岩國航空基地改移至沖繩中城村的巴特勒營。

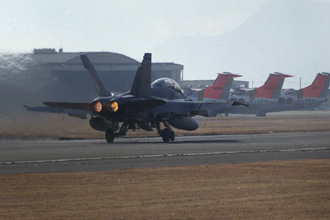
美國海軍陸戰隊的F/A-18大黃蜂式戰鬥攻擊機從岩國基地起飛

目前派駐岩國航空基地的美國海軍陸戰隊官兵、眷屬合計約5,000人。陸戰隊飛行員在該基地接受詳盡的訓練、執行空中巡邏任務。美軍計畫在2014年將厚木海軍航空基地的航母航空大隊遷至岩國航空基地，同時將岩國的規模擴建，但由於工程延宕，海軍飛機將在2017年以前繼續使用厚木基地。
美國海軍陸戰隊在2010財年的採購計畫，已顯示陸戰隊航空兵將於2015年秋在岩國航空基地派駐16架F-35B戰機，以取代目前基地內的AV-8攻擊機和F/A-18攻擊機。但由於F-35B的引擎聲較AV-8和F/A-18大，故可能對週邊居民造成干擾。
為了擴大岩國航空基地的規模和作戰能力，已藉由填海在岩國基地東側增設了一條長2,440公尺的跑道，於2010年5月30日投入使用。

## 民航服務
岩國航空基地於2012年12月13日開始有定期商業航班使用，是1964年12月所有民用航線停飛後，48年來首次恢復民航。機場名稱加入了岩國市內的錦帶橋，成為「岩國錦帶橋機場」。由於舊的IATA機場代碼已挪由石見機場使用，故岩國機場的IATA新代碼改為，首條航線是由全日空營運的羽田－岩國航線。
岩國機場成為民用航空站後，原先的一條市道升格為110號縣道，作為通往航空基地北側民用航廈的聯絡道。但曾數次有搭機民眾不熟悉該條新指定的聯外道路，而將位於國道189號末端、基地西側的美軍基地大門誤認為前往航廈的通道，並誤將車輛駛入。

### 航空公司與航點
| 航空公司         | 目的地          |
| ---------------- | --------------- |
| 全日本空輸（NH） | 沖繩、東京/羽田 |

## 基地開放

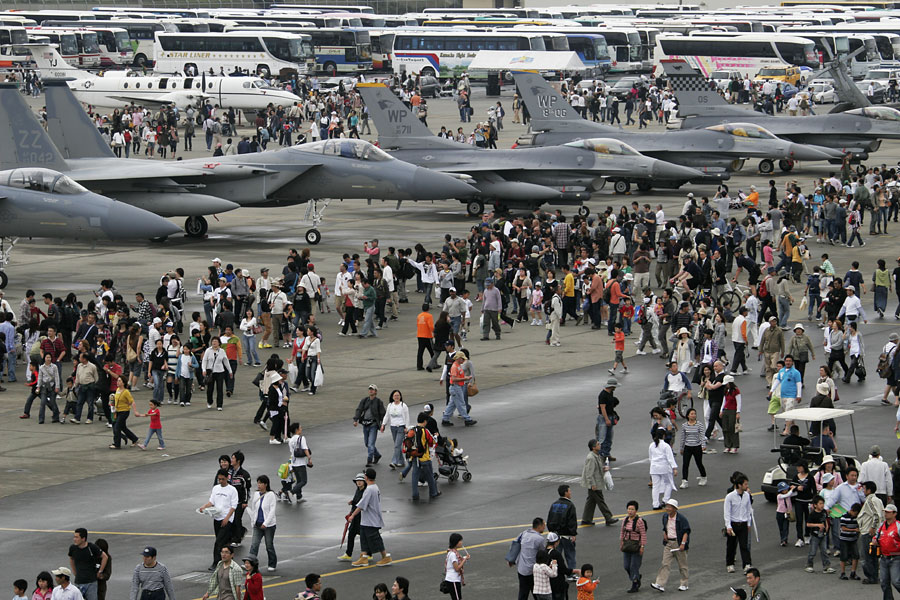
2008年日美友好日時在岩國舉辦的航空展

岩國航空基地於每年5月5日舉辦「日美友好日」（日米親善デー），開放美軍陸戰隊岩國航空基地正門、並舉辦日本最大型的航空展之一，美軍軍機與自衛隊藍色衝擊波飛行表演隊均參與空中表演秀。每次活動（除了2011年親善日因311震災取消之外）平均有250,000名訪客從各地至岩國航空基地參加。

## 外部連結
- MCAS Iwakuni （页面存档备份，存于）, official site
- An Insider's Guide to USMC Bases including Iwakuni （页面存档备份，存于）
- NOAA/NWS上RJOI机场的即時天氣